# Kynaston Reeves
Pour les articles homonymes, voir Reeves.
Kynaston Reeves est un acteur anglais, né Philip Arthur Reeves le 29 mai 1893 à Londres (Angleterre), où il est mort le 5 décembre 1971.

## Biographie
Au cinéma entre 1932 et 1970, Kynaston Reeves apparaît principalement dans des films britanniques, mais aussi quelques coproductions (dont un film franco-britannique en 1956). À la télévision, il participe à trois téléfilms (les deux premiers dès 1939, le troisième en 1969) et à plusieurs séries (entre 1952 et 1971, année de sa mort). Il mène aussi une partie de sa carrière au théâtre.

## Filmographie partielle

### au cinéma
- 1932 : Meurtres (The Lodger) de Maurice Elvey
- 1938 : La Citadelle (The Citadel) de King Vidor
- 1940 : Sous le regard des étoiles (The Stars Look Down) de Carol Reed
- 1940 : The Flying Squad de Herbert Brenon
- 1943 : Contre-espionnage (They met in the Dark) de Carl Lamac
- 1945 : Meurtre à crédit (Murder in Reverse) de Montgomery Tully
- 1945 : L'Honorable Monsieur Sans-Gêne (The Rake's Progress) de Sidney Gilliat
- 1946 : La Perle noire (Bedelia) de Lance Comfort
- 1949 : À tout péché miséricorde (For them that Trespass) d'Alberto Cavalcanti
- 1950 : Moineau de la Tamise (The Mudlark) de Jean Negulesco
- 1951 : Capitaine sans peur (Captain Horatio Hornblower R.N.) de Raoul Walsh
- 1952 : Top Secret de Mario Zampi
- 1953 : Les Marrants terribles (Top of the Form) de John Paddy Carstairs
- 1956 : Je plaide non coupable d'Edmond T. Gréville
- 1957 : Pilotes de haut-vol (High Flight) de John Gilling
- 1957 : Ce sacré confrère (Brothers in Law) de Roy Boulting
- 1958 : Meurtres invisibles (Fiend without a Face) d'Arthur Crabtree
- 1959 : Carlton-Browne of the F.O. de Roy Boulting et Jeffrey Dell
- 1960 : L'Académie des coquins (School for Scoundrels) de Robert Hamer
- 1961 : Le Spectre du chat (Shadow of the Cat) de John Gilling
- 1968 : Chaud les millions (Hot Millions) d'Eric Till
- 1968 : La Croisade maudite (Gates to Paradise) d'Andrzej Wajda
- 1969 : Anne des mille jours (Anne of the Thousand Days) de Charles Jarrott
- 1970 : La Vie privée de Sherlock Holmes (The Private Life of Sherlock Holmes) de Billy Wilder

### à la télévision
- 1966-1968 : Première série Chapeau melon et bottes de cuir (The Avengers), Saison 4, épisode 22 Les espions font le service (What the Butler saw, 1966) de Bill Bain ; Saison 6, épisode 9 Le Legs (Legacy of Death, 1968) de Don Chaffey
- 1967 : Feuilleton La Dynastie des Forsyte (The Forsyte Saga), 9 épisodes
- 1967 : Série Le Prisonnier (The Prisoner), épisode 13 L'Impossible Pardon (Do not forsake me Oh my Darling) de Pat Jackson

## Théâtre (sélection)
- 1936-1937 : Housemaster de Ian Hay (à Londres)
- 1945-1946 : The Tragedy of Good Intentions de Peter Ustinov (à Liverpool)
- 1954-1955 : The Lovers de Robin King, avec Eva Bartok, Helen Haye, Peter Vaughan, Sam Wanamaker (ce dernier également metteur en scène) (à Bristol)
- 1961-1962 : The Affair de Ronald Millar (à Londres)